# Biekhofen

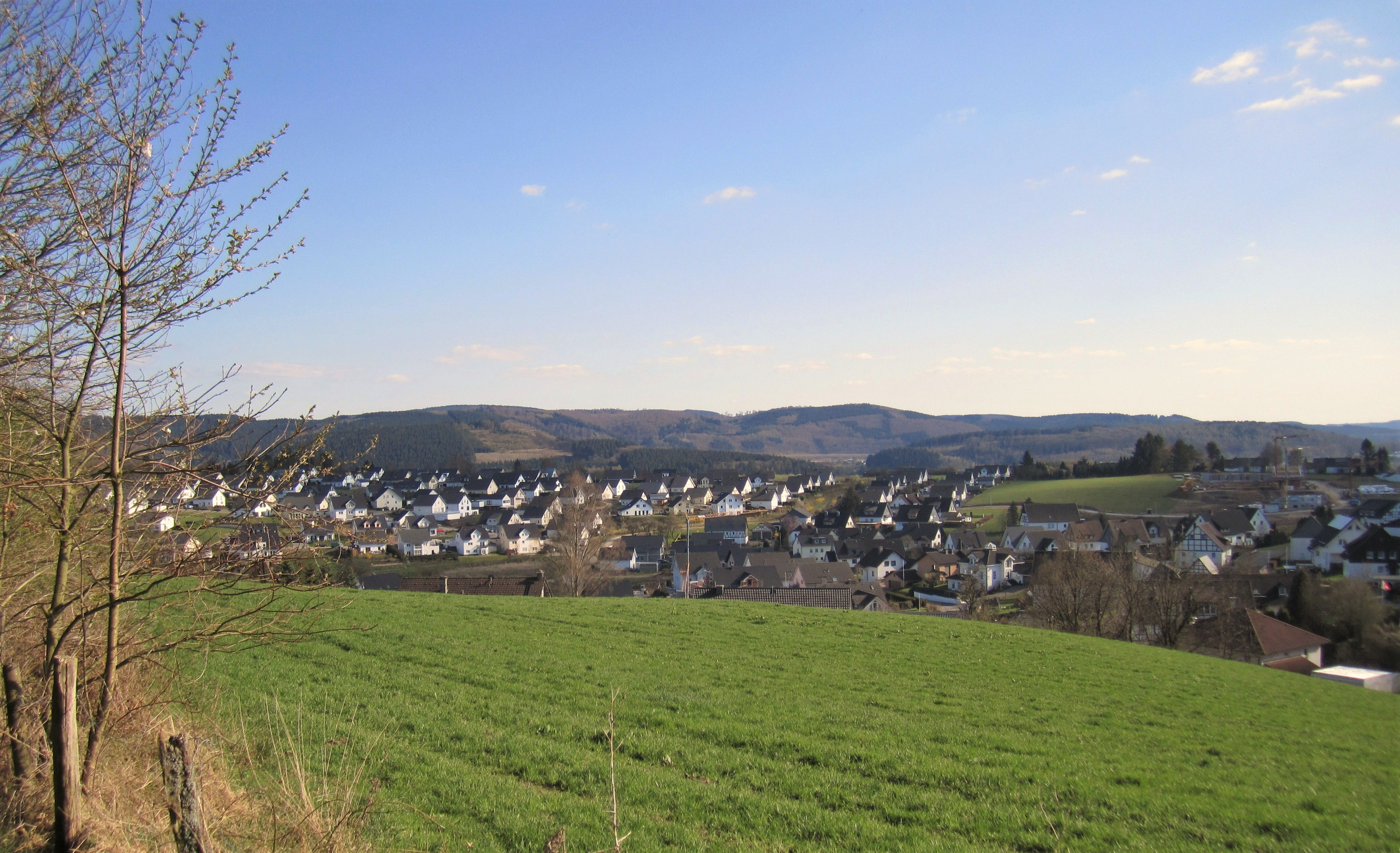
Blick vom Noacken auf Biekhofen (2015)

Biekhofen ist ein Ortsteil der Stadt Attendorn im Kreis Olpe (Nordrhein-Westfalen) und hat 832 Einwohner (Stand 30. Juni 2024).

## Geografie
Biekhofen liegt westlich des Kernortes Attendorn und südöstlich am Fuße des Ebbegebirges. Hausberg von Biekhofen ist der 416 m hohe Himberg, an dem unterhalb eine ehemalige Landwehr gut erkennbar rechts und links vom Biekhofer Schießstand verläuft. Auch oberhalb dieses Standortes an einer Kreuzung von Wirtschaftswegen sind weitere Hohlweg- oder Landwehrreste auszumachen.

## Geschichte
Die älteste urkundliche Erwähnung von „Bechoven“ war am 30. März 1341, als zwei Attendorner Bürger mit dem Knappen Hunold von Ewig ihre drei Bauernhöfe zu Sange und Heggen gegen dessen Güter in Biekhofen tauschten. In Kaufurkunden mit dem Kloster Ewig werden 1430 ein Diderich van Beckhoven und 1483 die Brüder Hinrich und Diderich van Beckhoven erwähnt. Der Ortsname könnte durch die Biekhofer Bachschwinde oder die am östlichen und westlichen Ortsrand fließenden Bäche als „bei den Höfen am Bach“ gedeutet werden.
Politisch gehörte Biekhofen ehemals zum Amt Waldenburg und im Gogericht und Kirchspiel Attendorn zur Bauerschaft Windhausen, der auch umliegende Orte wie Rautersbeul, Dahlhausen, Keseberg u. a. angehörten. Im Schatzungsregister von 1543 werden in der Winterhuißer Burschafft mit 21 Steuerpflichtigen ein Cordt zu Bickhouen und ein Heineman zu Biekhoff mit einer Abgabe von jeweils zwei Goldgulden genannt. Im Register von 1565 hatten Cornelius zu Berckhoeffen und Jacob zu Berchoffen jeweils einen Goldgulden Steuern zu zahlen. 1555 soll sich im Dorf ein Freistuhl befunden haben. 1658 gab es drei große „Guth zu Beckhoven“ und ein kleines „Kötter Guth“. Diese vier ältesten urkundlich erwähnten Höfe waren: Dores Gut, Königs Gut, Stumpes Gut und der Relekes Hof.
Dores Gut: Erster sicherer Besitzer war Rötger Cramer, geboren 1640. Nach seinem Sohn und Nachfolger Theodorus wurde der Hof „Dores Gut“ genannt. Durch Einheirat übernahm Franz Keseberg 1715 den Hof. 1829 war es ein Gut erster Klasse und gehörte dem Bürgermeister Cornelius Gertmann in Attendorn. Nächster Besitzer war 1830 durch Einheirat Gottfried Joseph Lütteke. Nachdem der Hof im Jahre 1917 abgebrannt war, wurde er von Bauer Josef Lütteke 1921 an anderer Stelle zwischen Dorfstraße und Mühlenweg neu errichtet.
Königs Gut: Es war einer der ältesten Höfe in Biekhofen und wurde 1648 als Pacht- oder Köttergut bezeichnet (Pächter Degenhard König?). Erster sicherer Besitzer war 1690 Johann König. Durch Heirat der Hoferbin ging 1795 der Hof an Kaspar Lüttecke. Es war 1829 ein Gut zweiter Klasse. Im Jahre 1904 wurde der Hof aufgegeben und Besitzer Josef Lüttecke verkaufte das Restanwesen an Johann Klein. Dessen Sohn Josef übernahm 1917 in jungen Jahren den Hof mit kleiner Landwirtschaft.
Stumpes Gut: Der größte und wohl älteste Hof in Biekhofen. Es gehörte dem Hospital in Attendorn und wurde 1829 als Gut erster Klasse bezeichnet. Erster sicherer Besitzer war Jost Stump, der etwa 1667 starb. Der Hoferbe Johann Stump, verheiratet mit Barbara von Dahlhausen, zahlte Steuern bis 1700. Aus der Ehe gingen sechs Kinder hervor. Bis in das 20. Jahrhundert waren 10 Generationen Stumpf in Folge Hofbesitzer.
Relekes Hof (Rautersbeul): Einer der ältesten Höfe im Raum Attendorn, vormals als kleines Köttergut bezeichnet, gehörte um 1658 den Erben von Bürgermeister Gertmann (Attendorn). Als Pächter wird bis 1666 Georg Relek genannt, danach bis 1681 Degenhardt Michels zu Hülschotten. Nach Rötger zu Beckhoven übernahm die Pächterfamilie Cramer den Hof. Im Jahre 1819 wurde Anton Cramer Eigentümer von Rautersbeul. 1935 baute Josef Cramer das Wohnhaus neu, später auch die Stallgebäude und nach einem Brand die große Scheune. Durch Heirat der Hoferbin Irmgard Cramer 1950 mit dem Landwirt Paul Otto aus Dahm ist das Anwesen auch heute noch in Besitz der Nachkommen der Familie.
Vom 12. bis 15. Jahrhundert wurde im Bereich Noacken, Wippeskuhlen, Stesse und zwischen Biekhofen und Eckenbachtal Brauneisenstein abgebaut. In einem zweiten Zeitraum von 1850 bis 1870 fand ebenfalls Bergbau statt. In der Grube Thecla östlich von Biekhofen förderte man zwischen 1860 und 1869 insgesamt 1468 Tonnen Roherz.
Am Rande von Biekhofen wurde 1949 bei Bauarbeiten am Wohnhaus Hettmecker Teich 10a die Noackenhöhle entdeckt. Aus Sicherheitsgründen blieb diese Höhle danach lange Zeit verschlossen. Sie ist eine der Höhlen der Attendorn-Elsper Doppelmulde, zu denen auch die Attahöhle gehört. Am 26. Juli 1986 wurde die Noackenhöhle systematisch von Höhlenforschern erkundet. Jenseits der engen Eingangsröhre gab es für die Forscher eine zwar sehr verwinkelte und verzweigte, aber doch bemerkenswert große Höhle zu erforschen. Die Messungen ergaben für die nicht öffentlich zugängliche Noackenhöhle eine Vertikalerstreckung von 8,5 m und eine Ausdehnung von 43 m bei einer Gesamtlänge aller befahrbaren Gänge von 118 m.

### Politik, Schule und Religion
Biekhofen gehörte, wie auch die Hansestadt Attendorn, bis 1803 zum kurkölnischen Herzogtum Westfalen, ab 1816 zu Preußen, Provinz Westfalen, kommunalpolitisch ab 1819 im Amt Attendorn zur Gemeinde Attendorn-Land. Deren erster Abgeordneter Biekhofens in der Gemeindevertretung war von 1964 bis zur kommunalen Neugliederung 1969, als die Gemeinde in die Stadt Attendorn eingegliedert wurde, Hubert Luke (1924–1997).
Das Adressbuch von 1929 führt in Biekhofen die Namen „Bieker, Bock, Cramer, Hütte (4), Kampschulte (7), Keseberg, Klein (2), Luke (2), Lütteke (2), Remmert, Sangermann (2), Springob (2), Stuff, Stumpf (14) und Wiesemeyer (Lehrer)“ auf.
Die Dorfkinder gingen ab 1849 nach Windhausen zur Schule. Von 1923 bis 1931 gab es in Biekhofen eine einklassige Dorfschule im Hause Emil Kampschulte mit dem Lehrer Hermann Wiesemeyer, danach gingen die Kinder als Gastschüler in das nahe gelegene Attendorn. Durch die Nähe der Stadt gehen die Biekhofer Bewohner dorthin auch zum Gottesdienst. Im Dorf selbst wird ihre Gläubigkeit durch Bildstöcke und das Wegkreuz am Himberg sichtbar. Im Sommer 2019 wurde der DRK-Kindergarten „Kleine Freunde“ in Biekhofen eröffnet.

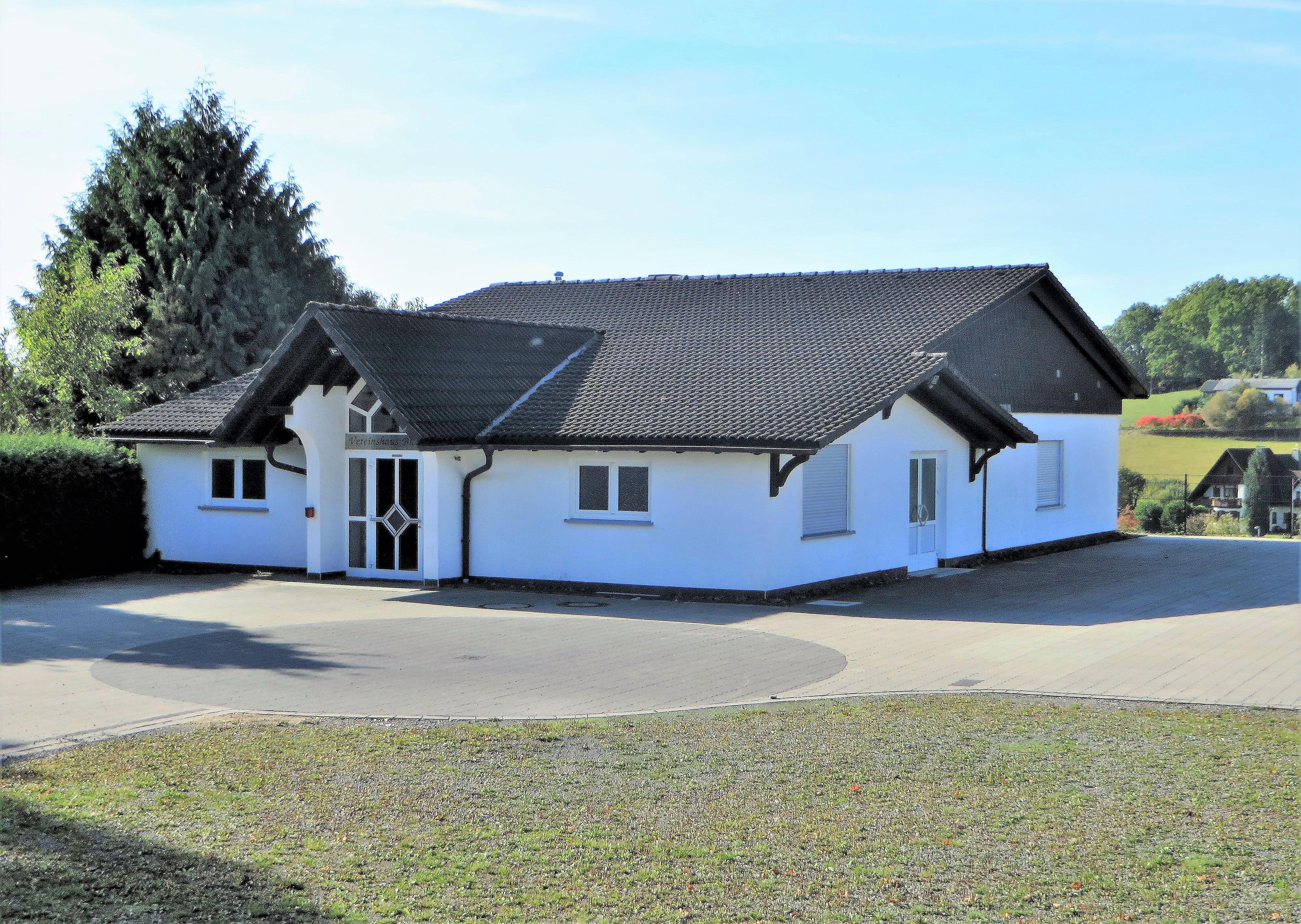
Vereinshaus in Biekhofen

### Vereine
Treffpunkt der Biekhofer Bewohner war von 1921 bis 1993 die Gaststätte Luke, in der 1938 der Biekhofer Schützenverein St. Hubertus mit 68 Mitgliedern gegründet wurde. Im Jahr darauf fand das erste Schützenfest statt. 1955 wurde ein Schützenplatz gekauft und 1979 darauf ein Schützenhaus gebaut. 1987 hatte der Verein 358 Mitglieder. Der Spielmannszug des Biekhofer Schützenvereins St. Hubertus wurde 1954 gegründet und hat 58 Mitglieder (2014). Eine Jungschützenabteilung mit 30 Mitgliedern wurde 1990 gegründet. Das Biekhofer Schützenfest wird immer am vierten Wochenende im Juli gefeiert. Auch werden seit 1966 jedes Jahr alle Schützenmitglieder ab 65 Jahren zum Hubertustag eingeladen, nach einer Messe in der Attendorner Pfarrkirche ursprünglich ins Vereinslokal Luke, ab 1993 in das Vereinshaus am Schützenplatz.

### Ortsteil
Das von Land- und Viehwirtschaft geprägte Biekhofen hat sich nur langsam entwickelt, das Dorf hatte 1839 nur 9 Häuser mit 68 Personen. 1936 waren es 15 Wohnhäuser mit 21 Haushaltungen und 116 Einwohnern. Mitte des 20. Jahrhunderts gab es im Dorf sechs landwirtschaftliche Vollerwerbsbetriebe, 14 Nebenerwerbslandwirte und zwei Fuhrleute. Einen Stromanschluss bekam Biekhofen erst 1923 und eine öffentliche Wasserversorgung 1961/62. Bis 1988 stieg die Einwohnerzahl auf 470. Ab den 1980er Jahren entwickelte sich Biekhofen immer mehr zu einem reinen Wohngebiet und wuchs ab Ende des Jahrhunderts durch die neu entstandene Wohnbebauung „Wippeskuhlen“ zu einer beliebten Wohngegend Attendorns. Eine dritte Zufahrtsstraße (Modschlade) verbesserte die Verkehrsanbindung Biekhofens an die Stadt Attendorn. Eine im Jahr 2016 genehmigte zweite große Wohnbebauung „Biekhofen-Mitte“ entstand zwischen Hubertusstraße, Daseberg und Mühlenweg. Nach mehrmonatiger Bauzeit wurde am 17. September 2022 in Biekhofen ein neuer Dorfplatz an der Einmündung Mühlenweg und Bachschwinde eingeweiht.

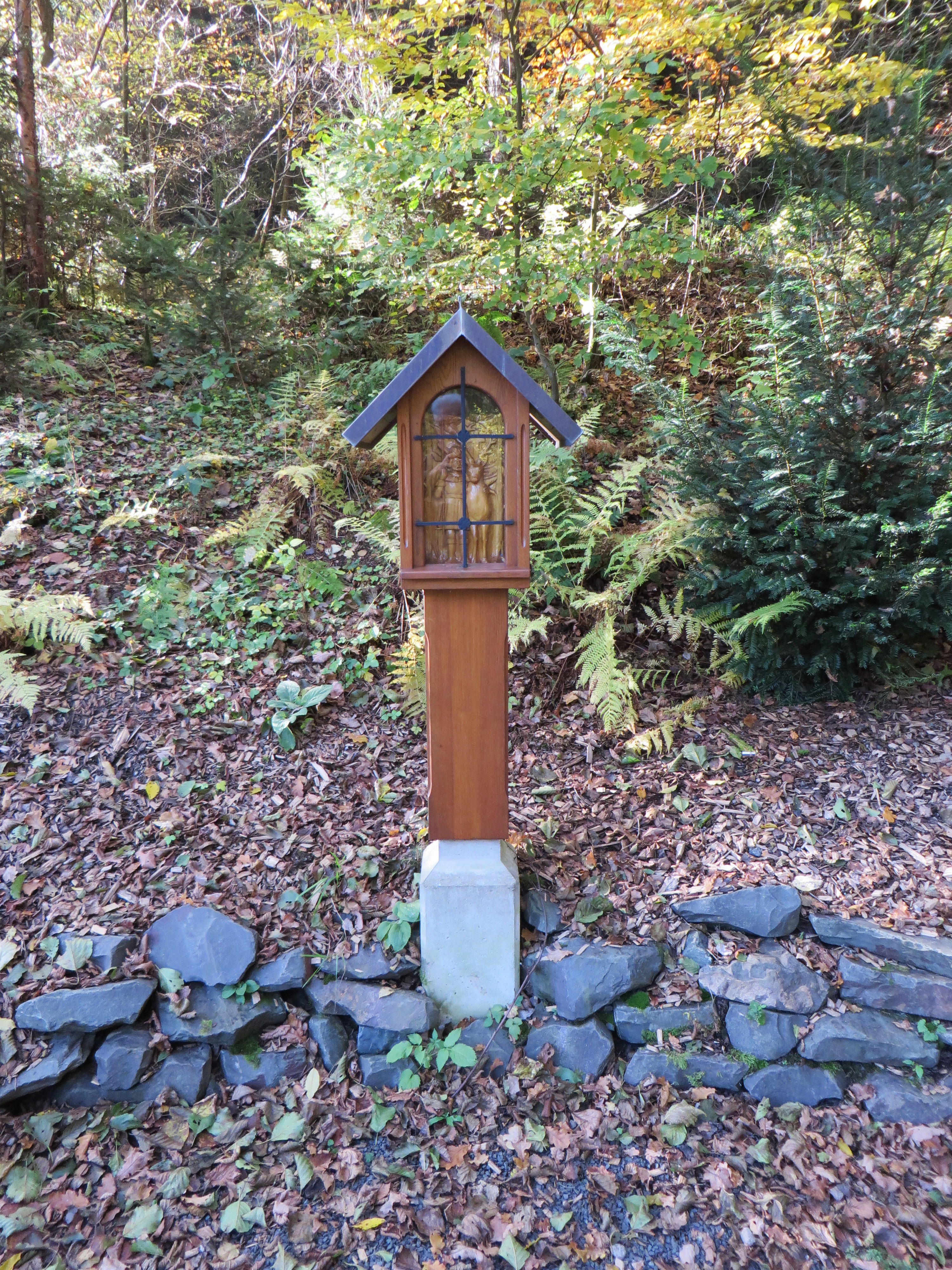
Bildstock am Schießplatz
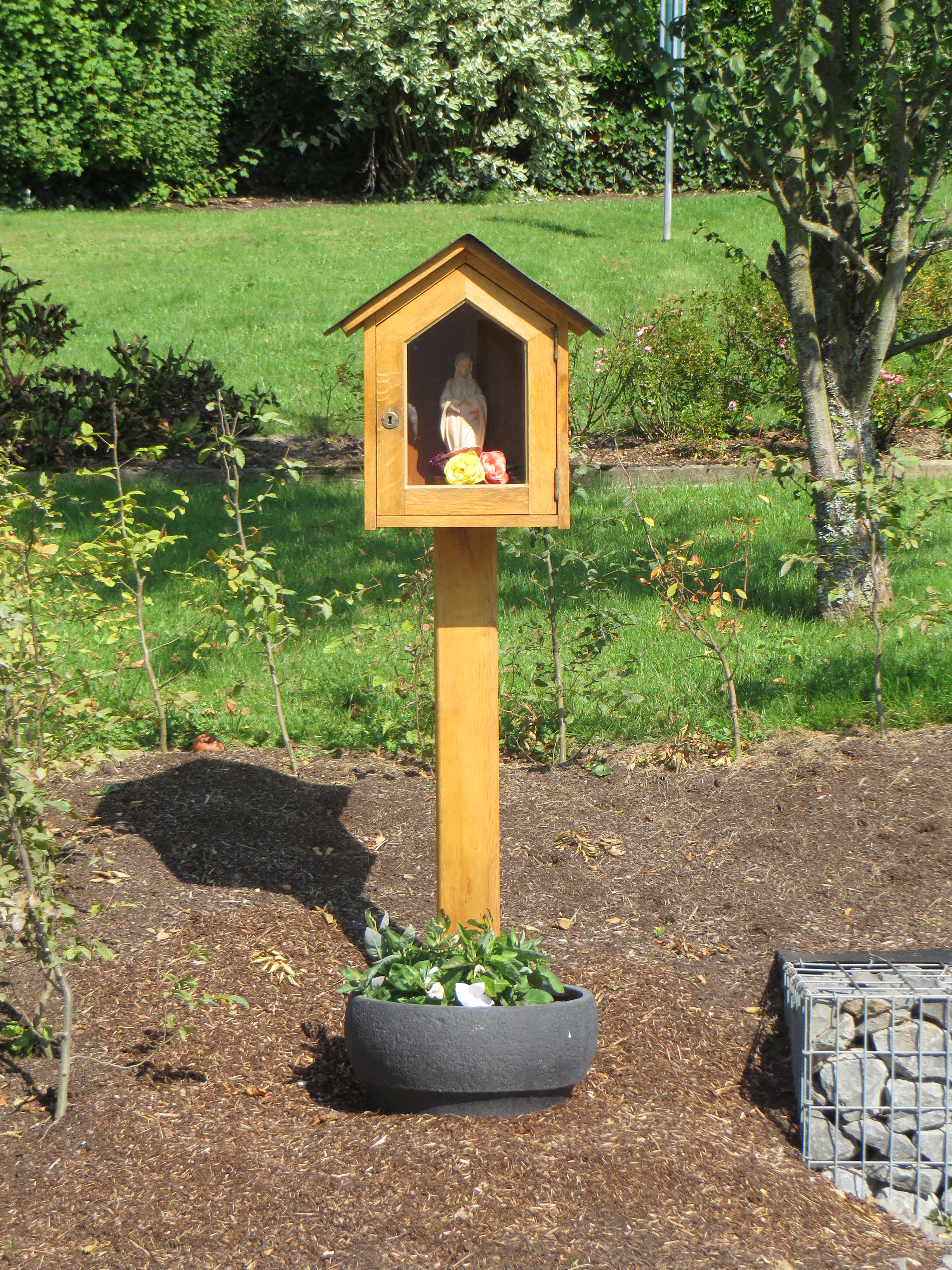
Bildstock an der Biekhofer Straße
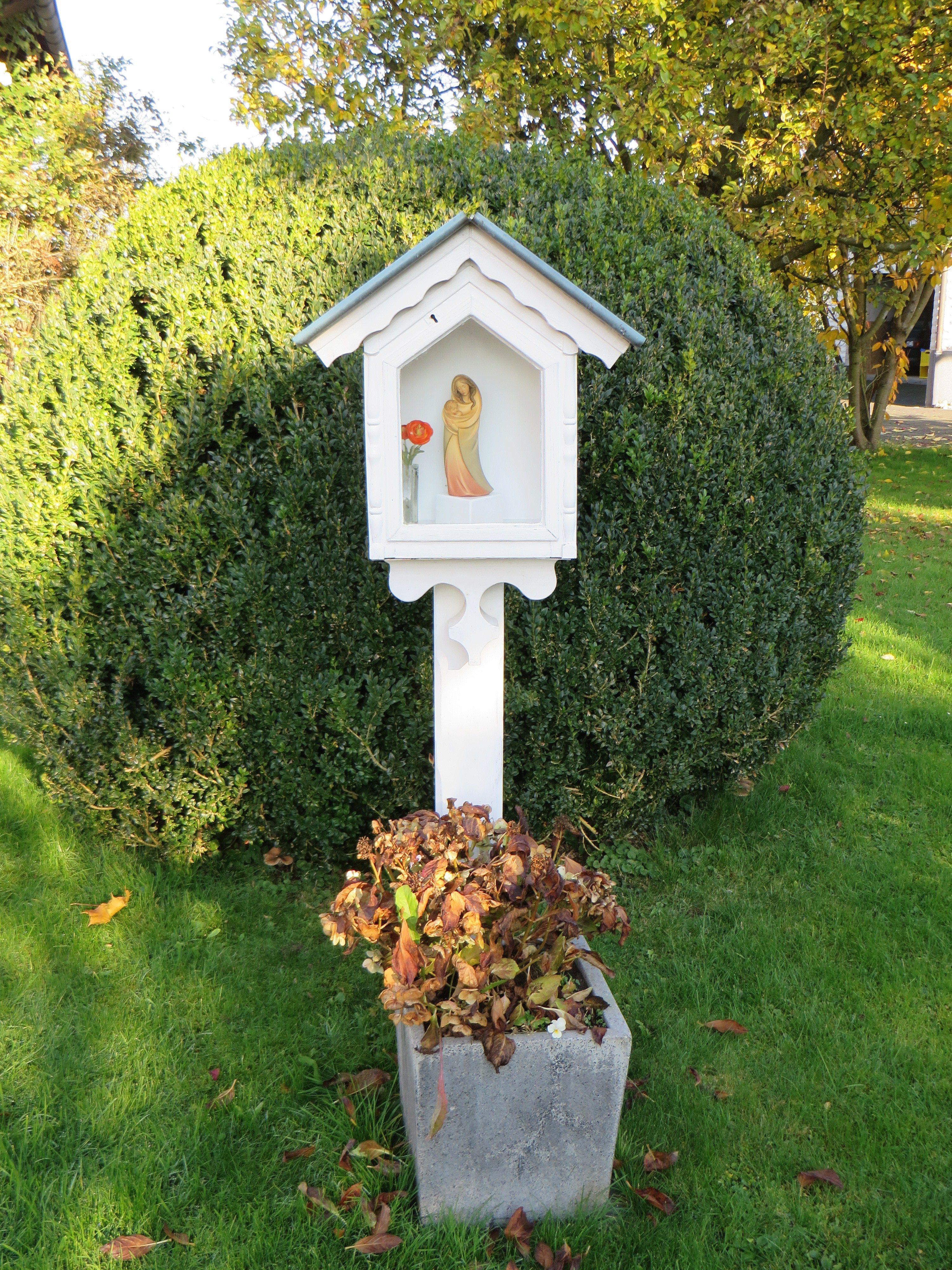
Bildstock an der Hubertusstraße
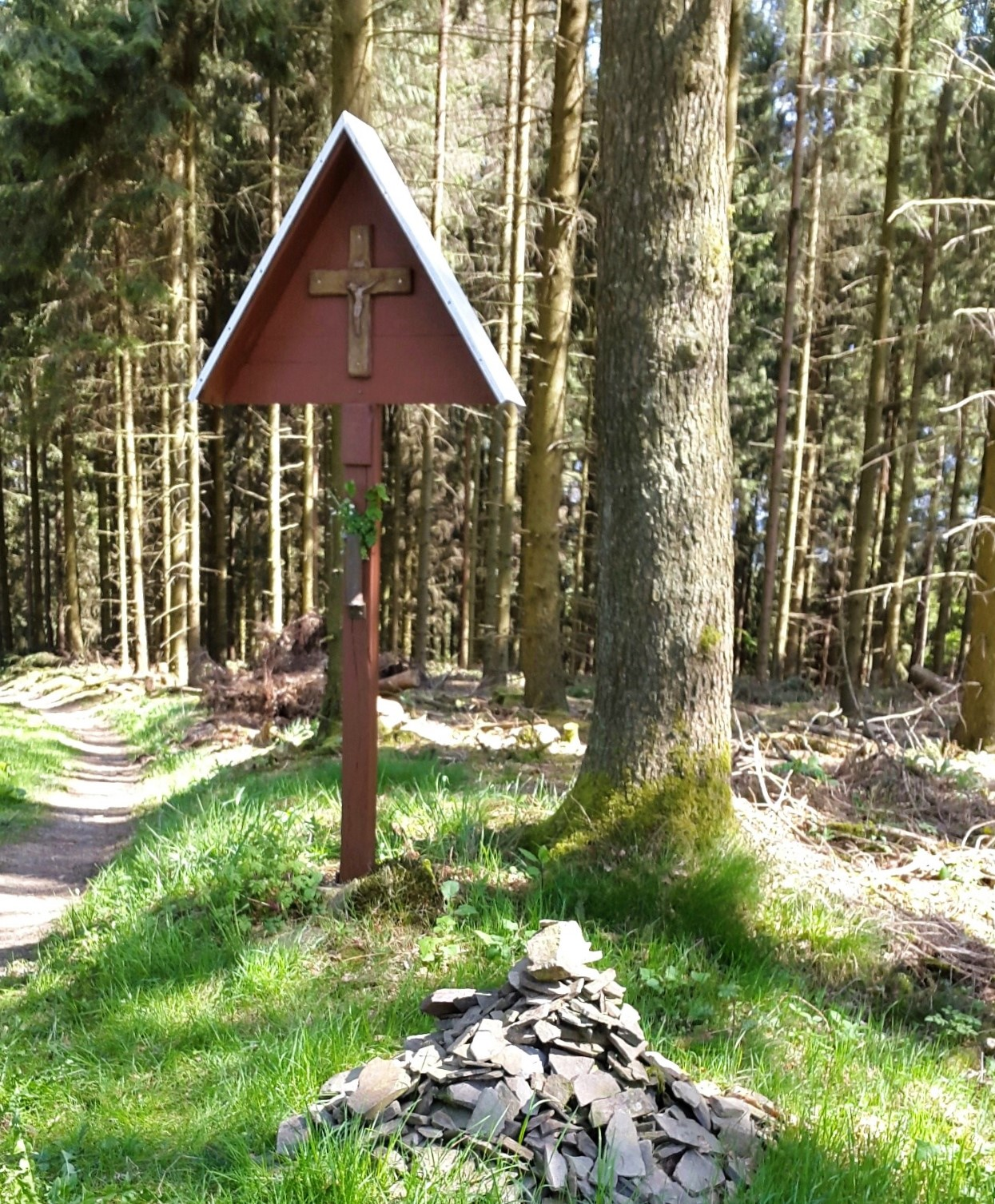
Wegkreuz am Himberg